# アマーバッケ
アマーバッケ(Amager Bakke)は、コペンハーゲンのアマー島にあるコジェネレーション/サーマルリサイクル工場、レクリエーション施設である。アマーヒル、アマースロープ、コペンヒルとも言う。
2017年にオープンし、石炭からバイオマスへの転換の一環として、近隣の古い焼却施設を部分的に代替した。2つの工場は、2025年までにコペンハーゲンがゼロカーボンを達成するという目標の実現に大きな役割を果たす。
レクリエーション施設としては、スキー場、ハイキングコース、クライミングウォールがあり、2018年12月にオープンした。毎年、4万2000人から5万7000人が訪れると見積もられている。
2021年の第14回ワールド・アーキテクチャー・フェスティバルで、「ワールド・ビルディング・オブ・ジ・イヤー」を受賞した。

## 建築と技術

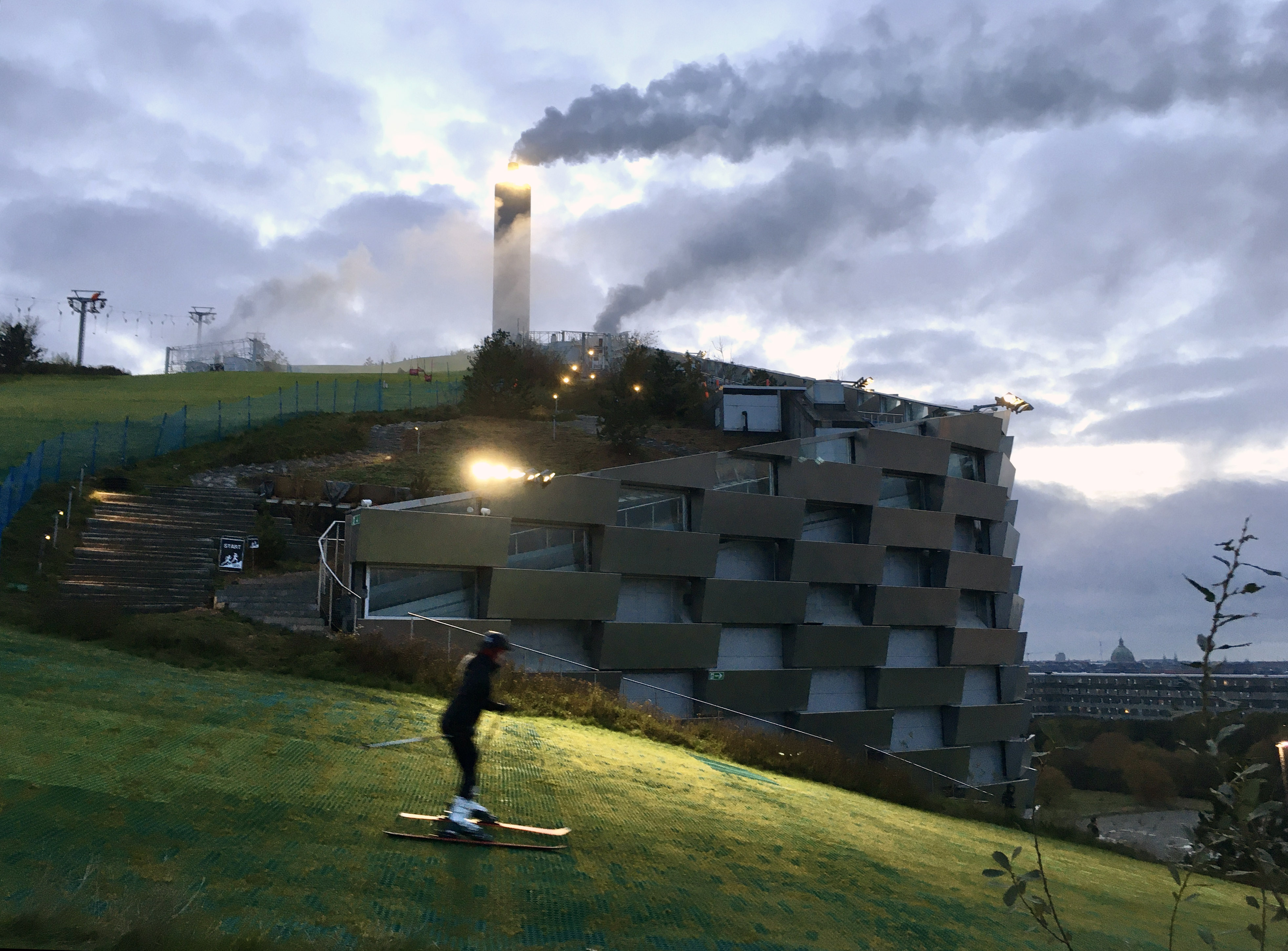
アマーバッケでのスキー

工場は2017年3月30日にオープンした。建築費用は6億7000万ドルと見積もられており、毎年、40万トンの都市廃棄物を焼却する能力がある。スポーツ施設はBjarke Ingels Groupが設計し、屋根部分は高低差85mの人工スキー場、ハイキング場、クライミングウォールを兼ねており、2019年10月4-6日に一般向けにオープンした。クライミングウォールは、ブルガリアのウォールトピア製で、高さ85mと世界で最も高い。
技術的には、地域の熱需要や電力価格に応じて、0-63 MWの発電と157-247 MWの地域熱供給の運用モードを切り替えられるように設計されている。使うものよりも綺麗な水を作ることができるまたフィルターや他の技術により、ダイオキシンや塩化水素とともに、硫黄、NOxの排出量も各々99.5%、95%削減され、世界で最も綺麗な焼却場と主張している。煙突から排気を連続的に排出するのではなく、水蒸気のスモークリングを作る実験も行われた。

## 運用
低圧蒸気システムの補償装置の設計上の不具合を修正するため、2018年9月7日に、全ての廃棄物処理と発電が17日間にわたり停止された。